# Китай на зимних Олимпийских играх 1992
Китайская народная республика участвовала в зимних Олимпийских играх 1992, и завоевала три медали.

## Медалисты
| Медаль  | Спортсмен | Вид спорта         | Дисциплина      |
| ------- | --------- | ------------------ | --------------- |
| Серебро | Е Цяобо   | Конькобежный спорт | Женщины, 500 м  |
| Серебро | Е Цяобо   | Конькобежный спорт | Женщины, 1000 м |
| Серебро | Ли Янь    | Шорт-трек          | Женщины, 500 м  |